# تيهومير رودز
تيهومير رودز هو لاعب كرة قدم كرواتي في مركز الهجوم، ولد في 14 يوليو 1963 في Josipovac, Osijek ‏ في كرواتيا. لعب مع نادي أوسييك ونادي باسوج دي فيريرا ونادي تشافيس وناسيونال ماديرا.

## وصلات خارجية
- تيهومير رودز على موقع قاعدة بيانات كرة القدم.إي يو (الإنجليزية)